# Переднежаберные
Переднежаберные (лат. Prosobranchia) — ранее выделявшийся подкласс брюхоногих моллюсков (Gastropoda). Характерным признаком служат одна, реже две, жабры лежащие впереди сердца, раздельнополы, раковины по форме и строению весьма разнообразны, в ископаемом состоянии известны с верхнего кембрия.

## Строение и описание
Переднежаберные улитки — подкласс брюхоногих моллюсков, имеющих жабры впереди сердца. Жаберная полость направлена вперёд и лежит на спинной стороне животного.
Почти у всех имеется раковина, в основном она спирально закручена, а у некоторых имеет форму колпачка или блюдца. Обычно питаются растительностью (с помощью радулы), есть другие типы питания: детрит, фильтрация, хищники, паразиты. У большинства видов радула хорошо развита. У растительноядных  зубцы прочные, у детритофагов  зубцы слабо хитинизированы. Хищные переднежаберные в основном питаются двустворчатыми моллюсками или иглокожими, однако есть виды, которые питаются кишечнополостными и губками. Паразитические виды утратили раковину, кишечник, сердце и другие органы.
Из органов чувств обычно развиты простые глаза, статоцисты, пара головных щупалец и осфрадии.
Нога развита хорошо, у примитивных форм выглядит как массивный мускулистый вырост. Она обычно имеет ороговевшую или обызвествлённую крышечку, которая при втягивании моллюска в раковину закрывает её устье. Служит преимущественно для ползания и опоры на субстрат. Может использоваться для закапывания в грунт, у некоторых видов превращена в орган прикрепления, а у планктонных видов в орган плаванья.
Преимущественно раздельнополые животные, но есть и гермафродиты.

## Местообитания
Населяют в основном тёплые моря и океаны, редко в пресных водах или на суше (при очень влажном климате).

## Использование
Улиток употребляют в пищу. Раковины используют для украшений и производства перламутровых пуговиц.

## Систематика

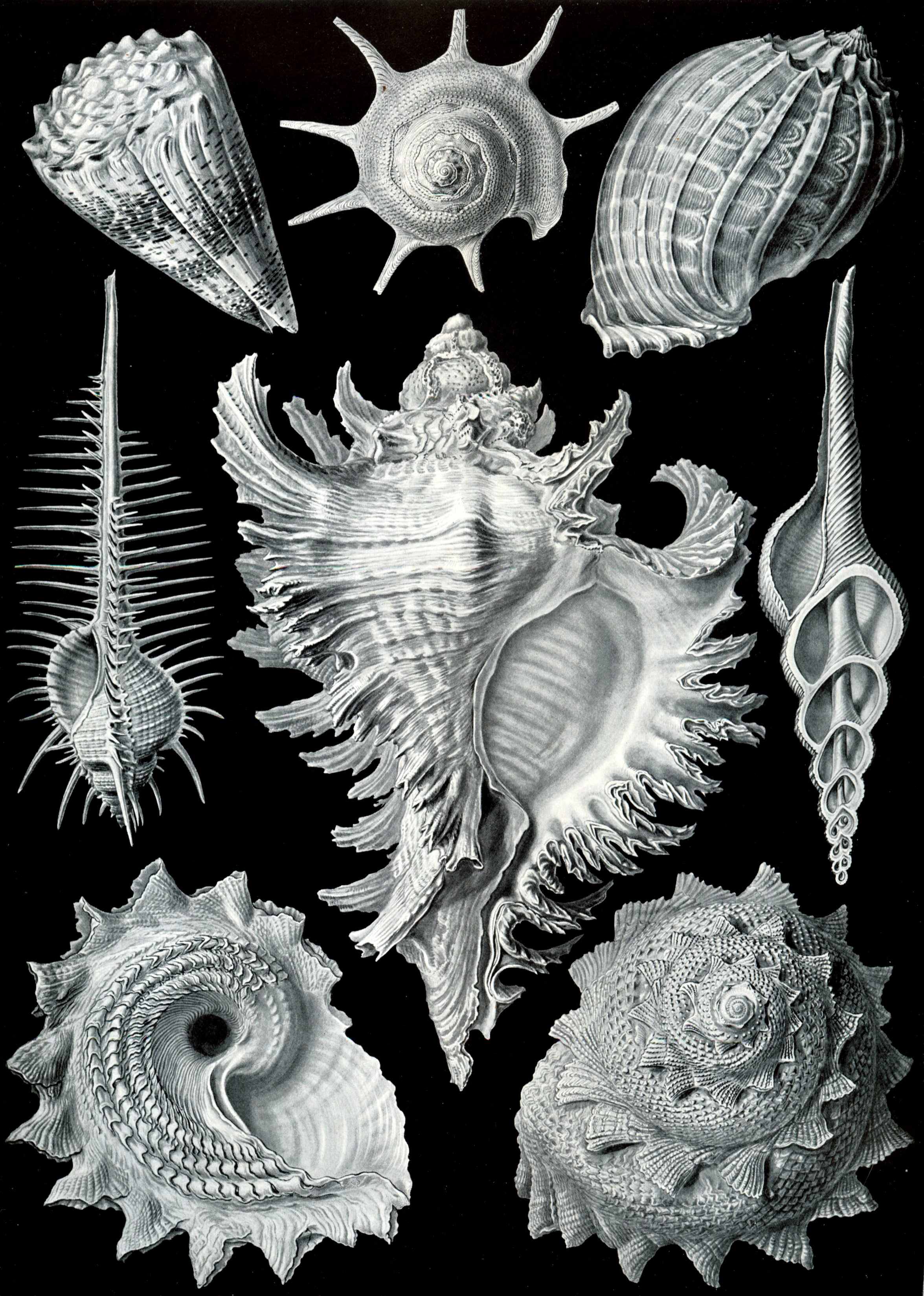
Prosobranchia

Наиболее обширная группа среди брюхоногих моллюсков. Около 20 тысяч видов.
Известные представители переднежаберных улиток: морское блюдечко, живородки, шлемовые улитки, морские ушки и вымершие мурчисония.
Основные отряды подкласса:
- Archaeogastropoda (Aspidobranchia) — Древние брюхоногие
- Architaenioglossa
- Bucciniformes — Трубачеобразные
- Entomotaeniata
- Fissurelloiformes — Фиссуреллообразные
- Mesogastropoda — характерно одно предсердие и почка
- Monotocardia — Однопредсердные
- † Murchisoniina — Мурчисония
- Neogastropoda
- Neritopsina
- Pectinibranchia — Гребнежаберные
- Stenoglossa — Стеноглоссы (см. Ценогастроподы) обширная группа, высшие переднежаберные.